# 米赫伊萊尼鄉 (錫比烏縣)

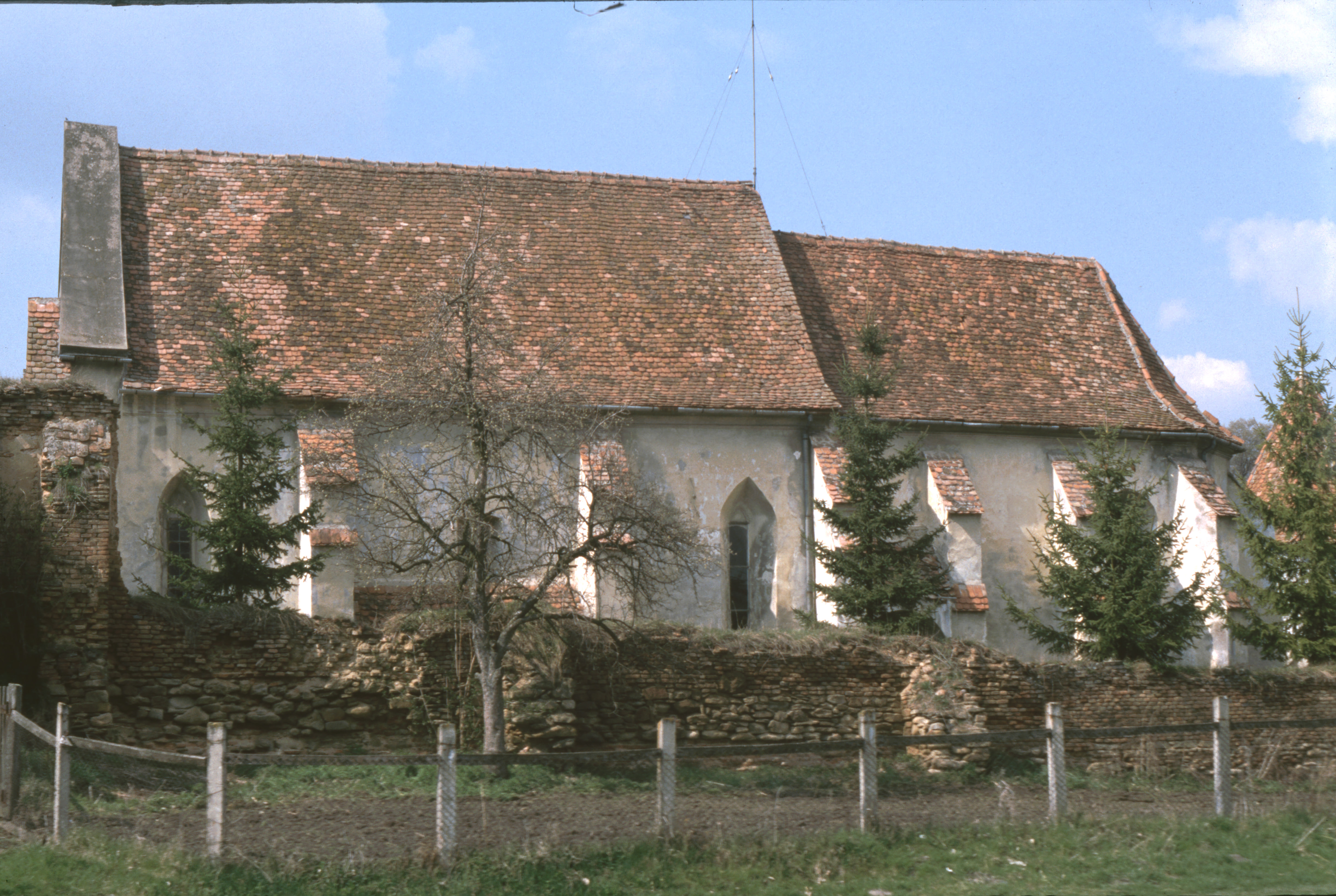

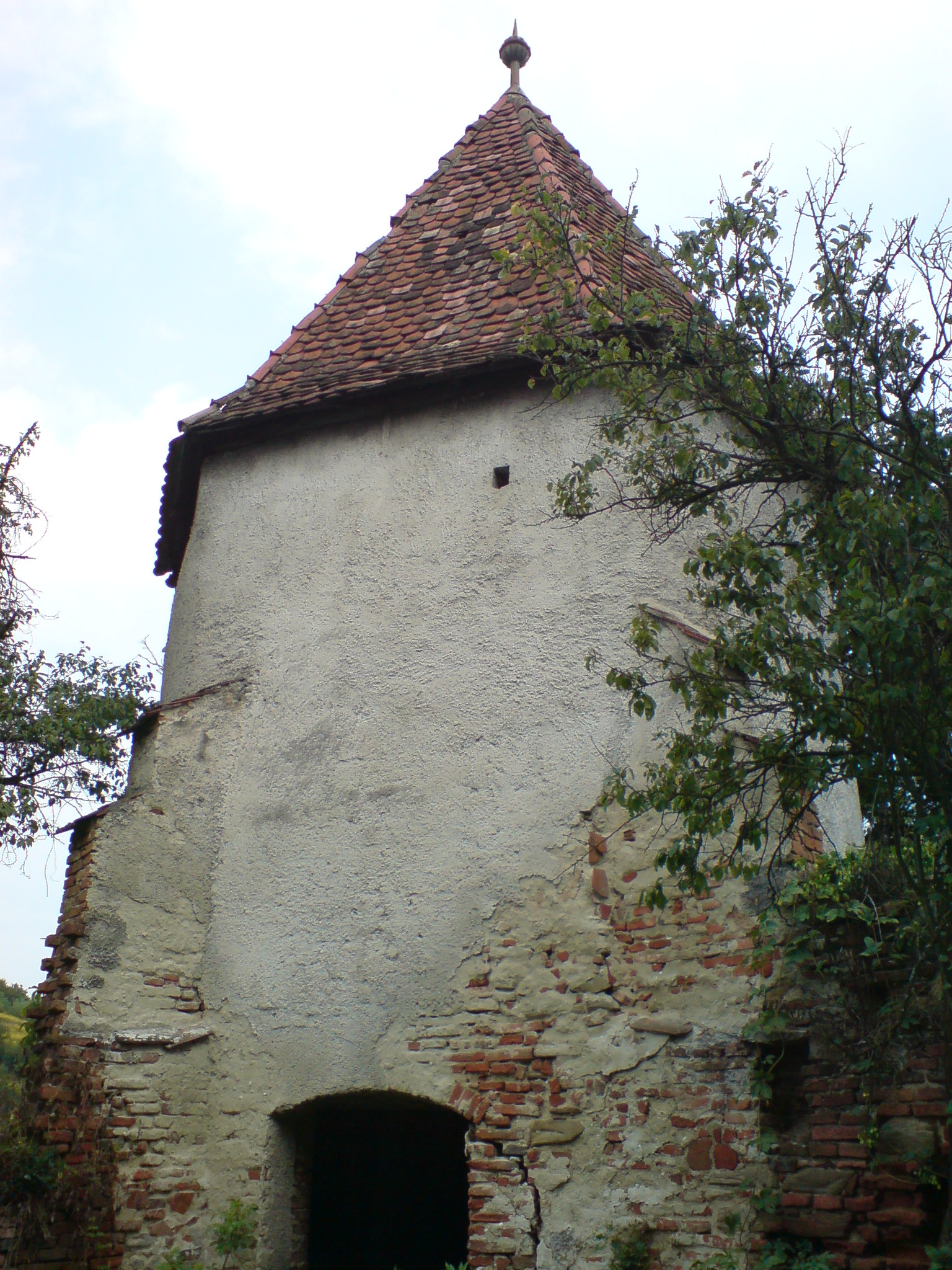

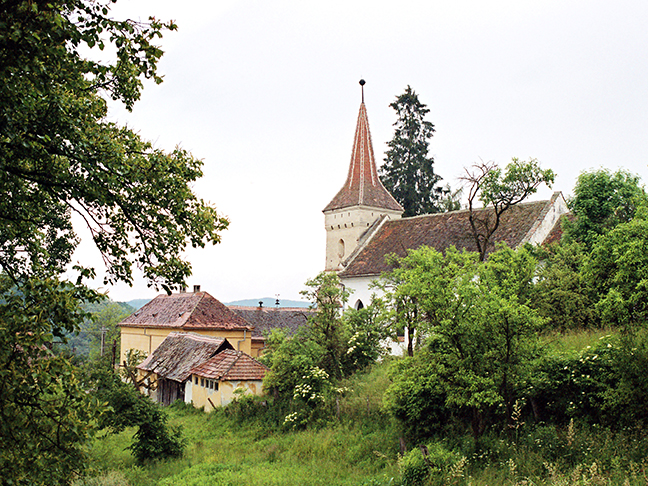

45°59′20″N 24°20′50″E / 45.9889°N 24.3472°E
米赫伊萊尼鄉（羅馬尼亞語：Comuna Mihăileni, Sibiu），是羅馬尼亞的鄉份，位於該國中部，由錫比烏縣負責管轄，面積78平方公里，海拔高度427米，2007年人口932，人口密度每平方公里12人。